# Campeonato Mundial de Piragüismo en Maratón de 2024
El XXXI Campeonato Mundial de Piragüismo en Maratón se celebró en Metković (Croacia) entre el 19 y el 22 de septiembre de 2024 bajo la organización de la Federación Internacional de Piragüismo (ICF) y la Federación Croata de Piragüismo.
Las competiciones se realizaron en el río Neretva.

### Distancia corta

#### Masculino
| Evento     | Oro                               | Plata                                | Bronce                                 |
| ---------- | --------------------------------- | ------------------------------------ | -------------------------------------- |
| K1 (19.09) | Mads Pedersen Dinamarca 12:27,69  | Hamish Lovemore Sudáfrica 12:41,25   | Iván Alonso Lage · España · 12:49,68   |
| C1 (19.09) | Ignacio Calvo · España · 14:51,24 | Mateusz Borgieł · Polonia · 14:55,07 | Thomas Dubois Dunilac Francia 14:59,87 |

#### Femenino
| Evento     | Oro                                  | Plata                               | Bronce                                |
| ---------- | ------------------------------------ | ----------------------------------- | ------------------------------------- |
| K1 (19.09) | Melina Andersson · Suecia · 14:02,03 | Emese Kőhalmi · Hungría · 14:08,58  | Vanda Kiszli · Hungría · 14:09,90     |
| C1 (19.09) | Zsófia Kisbán · Hungría · 16:48,93   | Liudmyla Babak · Ucrania · 17:07,88 | Olena Tsyhankova · Ucrania · 17:34,09 |

### Maratón clásico

#### Masculino
| Evento     | Oro                                                      | Plata                                          | Bronce                                              |
| ---------- | -------------------------------------------------------- | ---------------------------------------------- | --------------------------------------------------- |
| K1 (21.09) | Mads Pedersen Dinamarca 2:03:28,75                       | José Ramalho Portugal 2:05:53,21               | Adrián Martín · España · 2:06:14,22                 |
| K2 (22.09) | Fernando Pimenta José Ramalho Portugal 1:53:56,58        | Quentin Urban Jérémy Candy Francia 1:53:58,23  | Adrián Boros · Tamás Erdélyi · Hungría · 1:54:19,68 |
| C1 (21.09) | Mateusz Borgieł · Polonia · 1:44:00,95                   | Manuel Antonio Campos · España · 1:45:06,65    | Rui Lacerda Portugal 1:46:01,82                     |
| C2 (22.09) | Mateusz Borgieł · Mateusz Zuchora · Polonia · 1:36:56,71 | Jaime Duro · Óscar Graña · España · 1:37:26,03 | Rui Lacerda Ricardo Coelho Portugal 1:38:15,74      |

#### Femenino
| Evento     | Oro                                                 | Plata                                                 | Bronce                                                |
| ---------- | --------------------------------------------------- | ----------------------------------------------------- | ----------------------------------------------------- |
| K1 (21.09) | Melina Andersson · Suecia · 1:58:37,51              | Vanda Kiszli · Hungría · 1:58:43,42                   | Emese Kőhalmi · Hungría · 1:59:21,09                  |
| K2 (22.09) | Zsóka Csikós · Emese Kőhalmi · Hungría · 1:53:01,90 | Saskia Hockly Christie MacKenzie Sudáfrica 1:53:33,16 | Melina Andersson · Ella Richter · Suecia · 1:54:13,84 |
| C1 (21.09) | Liudmyla Babak · Ucrania · 1:21:33,44               | Zsófia Kisbán · Hungría · 1:22:27,61                  | Olena Tsyhankova · Ucrania · 1:23:11,79               |

## Medallero

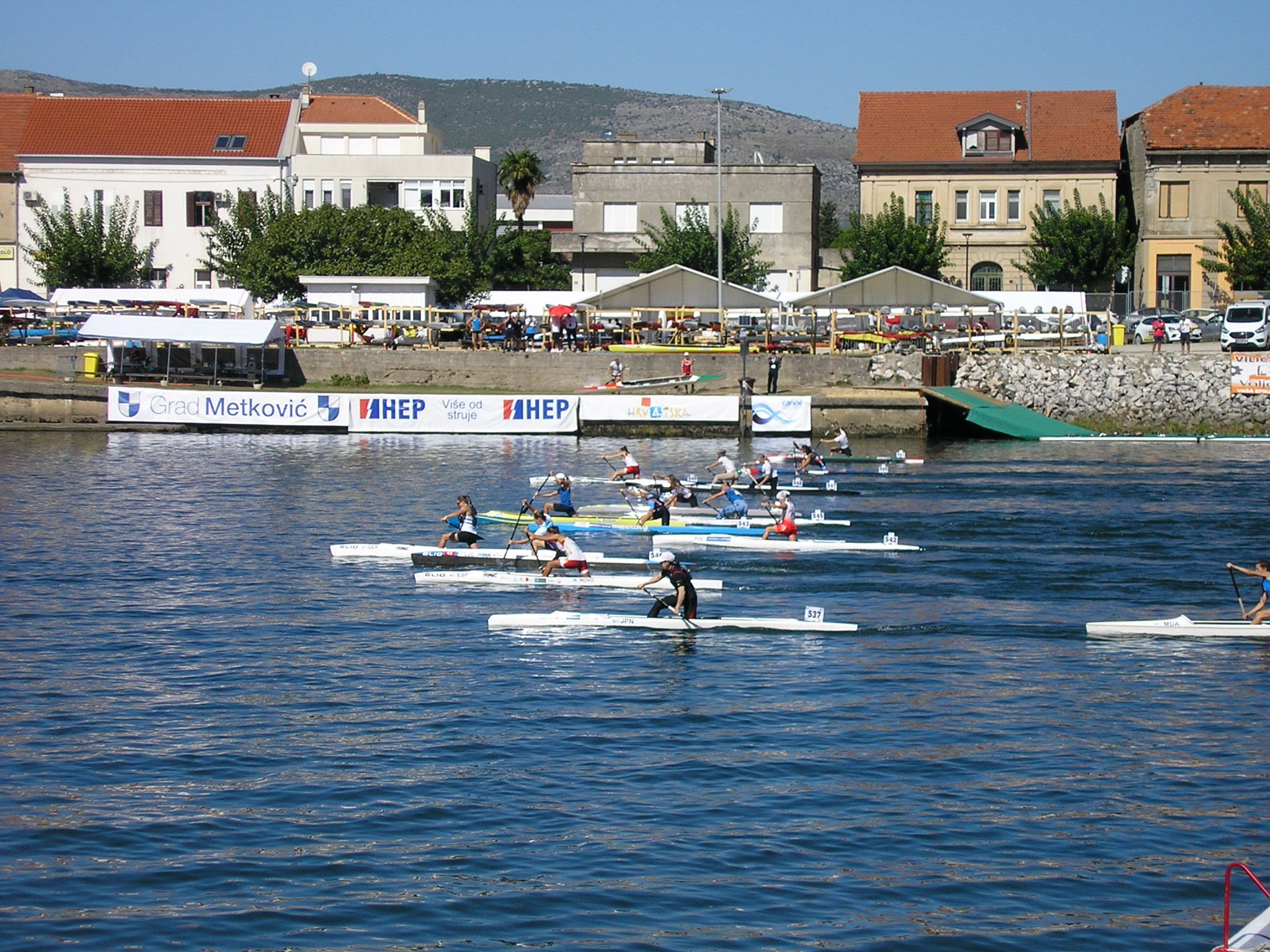

| Núm. | País      | Oro | Plata | Bronce | Total |
| ---- | --------- | --- | ----- | ------ | ----- |
| 1    | Hungría   | 2   | 3     | 3      | 8     |
| 2    | Polonia   | 2   | 1     | 0      | 3     |
| 3    | Suecia    | 2   | 0     | 1      | 3     |
| 4    | Dinamarca | 2   | 0     | 0      | 2     |
| 5    | España    | 1   | 2     | 2      | 5     |
| 6    | Portugal  | 1   | 1     | 2      | 4     |
| 6    | Ucrania   | 1   | 1     | 2      | 4     |
| 8    | Sudáfrica | 0   | 2     | 0      | 2     |
| 9    | Francia   | 0   | 1     | 1      | 2     |
|      | TOTAL     | 11  | 11    | 11     | 33    |